# Charles E. Sebastian
Charles Edward Sebastian (* 30. März 1873 in Farmington, Missouri; † 17. April 1929 in Los Angeles, Kalifornien) war ein US-amerikanischer Politiker. In den Jahren 1915 und 1916 war er Bürgermeister der Stadt Los Angeles.

## Werdegang
Noch als Kind kam Charles Sebastian nach Südkalifornien. Um das Jahr 1894 wurde er Polizist in der Stadt Los Angeles. In diesem Beruf stieg er immer weiter auf. Politisch wurde er Mitglied der Demokratischen Partei. Im Jahr 1911 wurde er Polizeichef in Los Angeles. Dieses Amt bekleidete er bis 1915. In jenem Jahr bewarb er sich um das Amt des dortigen Bürgermeisters. Während des Wahlkampfs wurden Vorwürfe wegen sexuellen Missbrauchs Minderjähriger laut. Dabei wurde er sogar von seiner eigenen Polizei vorübergehend festgenommen. Er wurde aber von den Vorwürfen freigesprochen und mit knapper Mehrheit doch noch zum Bürgermeister gewählt. Dieses Amt bekleidete er zwischen dem 1. Juli 1915 und seinem Rücktritt am 2. September 1916. Während dieser Zeit wurde das Stadtgebiet von Los Angeles durch einige Eingemeindungen vergrößert. Sebastians Rücktritt erfolgte, nachdem in einer lokalen Zeitung weitere Vorwürfe gegen ihn erhoben worden waren. Danach zog er sich aus der Politik zurück. Er starb am 17. April 1929 in Los Angeles.